# Balclutha lobata
Balclutha lobata är en insektsart som beskrevs av Osamu Namba 1956. Balclutha lobata ingår i släktet Balclutha och familjen dvärgstritar. Inga underarter finns listade i Catalogue of Life.